# Abidama liuensis.
Abidama liuensis. är en insektsart som beskrevs av Metcalf 1961. Abidama liuensis. ingår i släktet Abidama och familjen spottstritar. Inga underarter finns listade i Catalogue of Life.